# Veliöldük, Sorgun
Veliöldük là một xã thuộc huyện Sorgun, tỉnh Yozgat, Thổ Nhĩ Kỳ. Dân số thời điểm năm 2010 là 49 người.